# الريشة الطائرة
الريشة الطائرة أو تَنِسُ الريشة أو البّدْمِنْتُن أو البدمنتون لعبة قديمة، عرفها الإنجليز في عام 1870، وكان ضباط الجيش البريطاني يلعبونها في الهند، التي أصبحت بعد ذلك منبع انتشارها إلى العالم أجمع،  نظم الصينيون والاندونيسيون المسابقات والبطولات العالمية خصيصا لهذه اللعبة، والتي شارك فيها الرجال والنساء منذ عام 1980.
يبلغ عرض الملعب الذي تقام عليه مباريات تنس الريشة للمحترفين  6،1 متر وطوله 13،4 متر. وتقسم شبكة الملعب إلى نصفين متساويين. وتصنع الكرة (الشتلكوك) من ريش جناحالإوزة ويتكون من 16 ريشة وتزن ما بين 4،74 إلى 5،50 جرام. يُلعب أو يُضرب الشتلكوك بواسطة مضرب، وقد يختلف وزن وشكل المضرب ولكن يجب أن لا يتجاوز طول إطاره الإجمالي  680 مليمتر وعرضه الإجمالي230 مليمتر .

## تاريخها

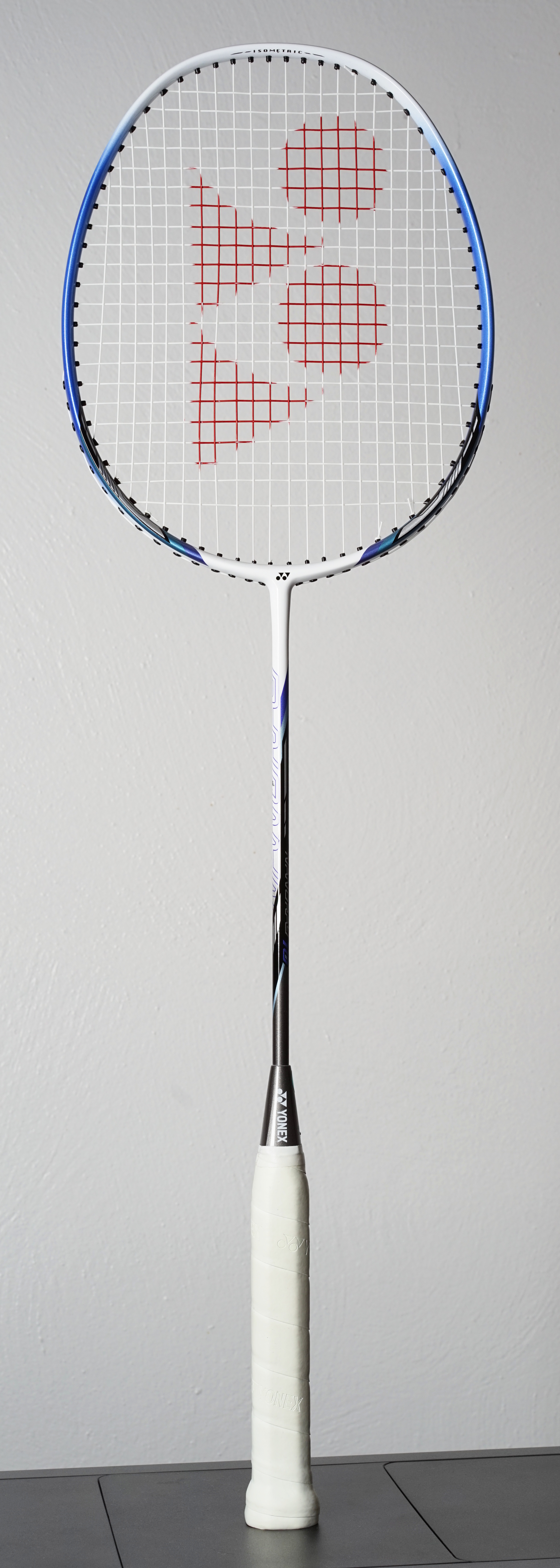
مضرب كرة الريشة للمبتدئين مصنوع من قبل يونكس

ظهرت رياضة الريشة الطائرة للمرة الأولى في أولمبياد ميونخ عام 1972 لكنها كانت رياضة استعراضية (لا تمنح فيها الميداليات)، لكن بعد عقدين من الزمن وتحديداً في أولمبياد برشلونة عام 1992 اعتمدت منافسات الريشة الطائرة بشكلٍ رسمي.
شارك في نسخة برشلونة 177 لاعباً ولاعبة مثلوا 36 دولة تنافسوا في 4 فئات، فردي الرجال، فردي النساء، زوجي الرجال وزوجي النساء، واحتلت إندونيسيا في هذه النسخة المركز الأول في منافسات الريشة الطائرة برصيد 5 ميداليات (ذهبيتان، فضيتين وثلاث برونزيات)، كما فازت الدول الآسيوية بما مجموعه 15 ميدالية من أصل 16 وزعت في هذه النسخة.
تتصدر الصين الشعبية ترتيب الدول الأكثر حصولاً على الميداليات في رياضة الريشة الطائرة في تاريخ دورات الألعاب الأولمبية برصيد 41 ميدالية (18 ذهبية، 8 فضيات، 15 برونزية)، فيما تحتل إندونيسيا المرتبة الثانية برصيد 19 ميدالية (7 ذهبيات و6 فضيات و6 برونزيات)، وتأتي كوريا الجنوبية في المركز الثالث برصيد 19 ميدالية كذلك (6 ذهبيات، 7 فضيات وست برونزيات).
لاعبان اثنان عرب فقط سبق لهما المشاركة في الألعاب الأولمبية من خلال رياضة الريشة الطائرة وهم، الجزائري نبيل لاسماري في نسخة بجين 2008 (خرج من الدور الأول بخسارته أول مباراة )، المصرية هادية حسني مرتين الأولى في نسخة بجين 2008 (خرجت من الدور الثاني بعد تحقيقها الفوز في مباراتها الأولى)، والمرة الثانية في نسخة لندن 2012 وخرجت من الدور الأول (المجموعات) بخسارتها مباراتين.